# Le Poids du passé (film)
Pour l’article homonyme, voir Le Poids du passé.

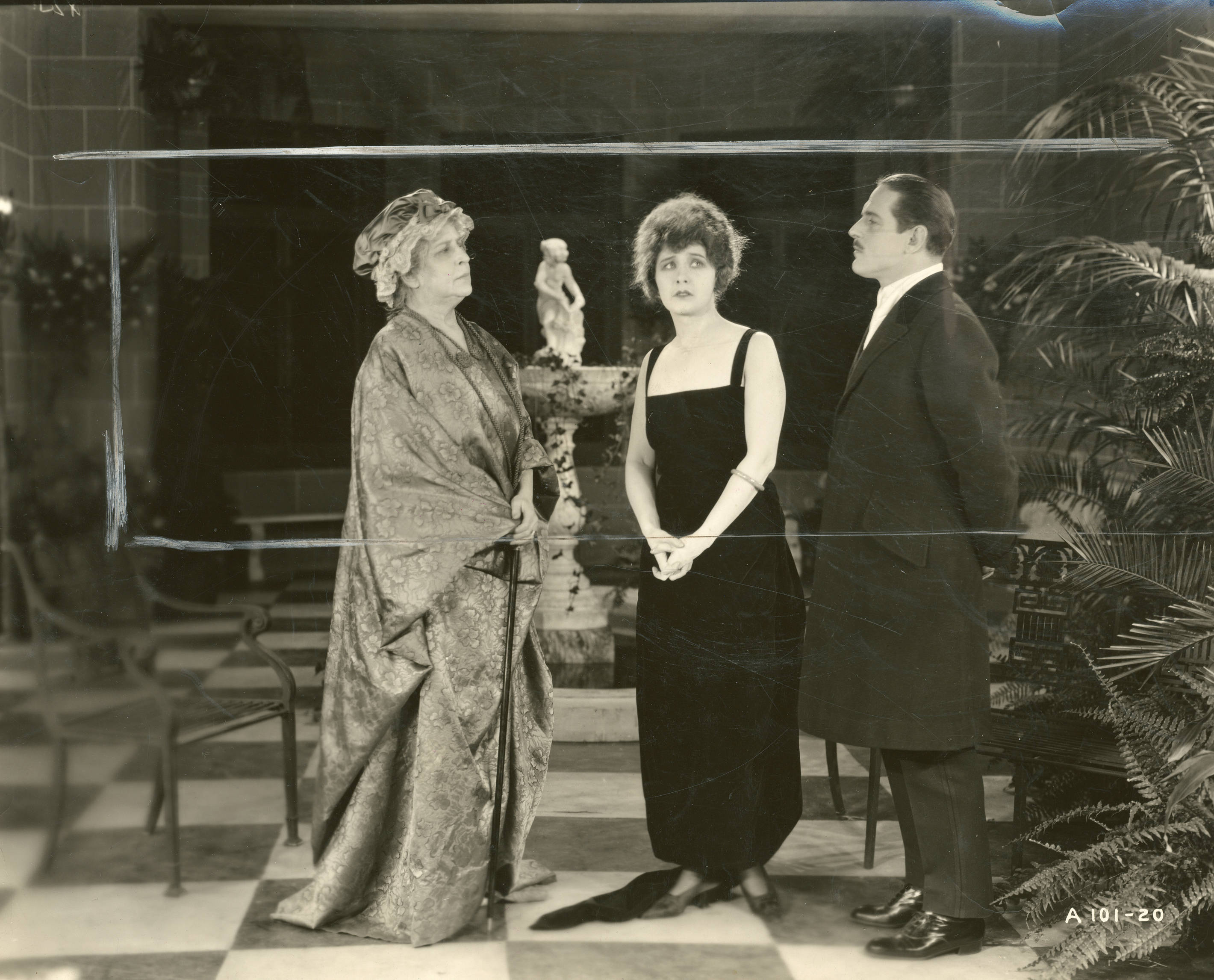
Une scène du film Lady Rose's Daughter.

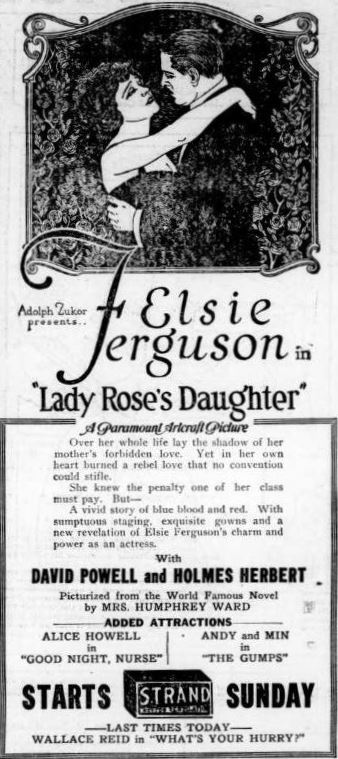
Annonce pour le film dans le journal The Duluth Herald.

Le Poids du passé (Lady Rose's Daughter) est un film américain réalisé par Hugh Ford et sorti en 1920.

## Fiche technique
- Titre original : Lady Rose's Daughter
- Réalisation : Hugh Ford
- Scénario : Burns Mantle d'après le roman Lady Rose's Daughter de Mrs. Humphry Ward, paru en 1903[1]
- Producteurs : Adolph Zukor, Jesse L. Lasky
- Photographie : 	Arthur C. Miller
- Distributeur : Paramount Pictures
- Durée : 5 bobines
- Date de sortie :
  - États-Unis : 12 septembre 1920

## Distribution
- Elsie Ferguson : Lady Maude / Lady Rose Delaney / Julie Le Breton
- Frank Losee : le mari de Lady Maude
- David Powell : Capitaine Warkworth
- Holmes Herbert : Jacob Delafield
- Ida Waterman : Lady Henry Delafield
- Warren Cook : le ministre de la guerre